# 毛萼珍珠树
毛萼珍珠树（学名：[Vaccinium chengiae var. pilosum] 错误：{{Lang}}：文本有斜体标记（帮助））为杜鹃花科越桔属下的一个变种。

## 扩展阅读
- 維基物種上的相關：毛萼珍珠树